# 乃蛮台
乃蛮台（13世纪—1348年），又译乃马台，蒙古帝国札剌亦儿氏。木华黎的五世孙，国王忽速忽尔之子。
元成宗大德五年（1301年），受命征讨海都、笃哇，以功被任命为宣徽院使。元仁宗延祐七年（1320年），担任岭北行省右丞。至治二年（1322年），转任甘肃行省平章政事。元文宗天历二年（1329年），调任陕西行省平章政事。任内，赈济灾民。继任陕西行台御史大夫。至顺元年（1330年），担任上都留守、虎贲卫亲军都指挥使，改任知岭北行枢密院使、封宣宁郡王，镇守北边。元顺帝至元三年（1337年），取代朵儿只袭为国王。至元六年（1340年），担任辽阳行省左丞相，历官皆有政绩，年迈辞归大都，卒后追封鲁王。其子埜仙普化，埜仙普化子纳哈出。

## 延伸阅读
[在维基数据编辑]
 《元史·卷139》，出自宋濂《元史》
 《新元史/卷120》，出自柯劭忞《新元史》